# Milleporidae
Milleporidae is een familie van neteldieren uit de klasse van de Hydrozoa (hydroïdpoliepen). 

## Geslacht
- Millepora Linnaeus, 1758